# コックイオ＝トレヴィザーゴ
コックイオ＝トレヴィザーゴ（伊: Cocquio-Trevisago）は、イタリア共和国ロンバルディア州ヴァレーゼ県にある、人口約4,600人の基礎自治体（コムーネ）。

## 地理

### 位置・広がり

#### 隣接コムーネ
隣接するコムーネは以下の通り。
- アッツィオ
- ベゾッツォ
- クーヴィオ
- ガヴィラーテ
- ジェモーニオ
- オリーノ

### 地震分類
イタリアの地震リスク階級 (it) では、4 に分類される
。

## 行政

### 分離集落
コックイオ＝トレヴィザーゴには、以下の分離集落（フラツィオーネ）がある。
- Cocquio, Trevisago, Caldana, Cerro di Caldana, Sant'Andrea, Torre